# Utakura (fleuve)
La rivière Utakura  (anglais : Utakura River) est une rivière du District du Far North dans la région du Northland de l’Île du Nord de la Nouvelle-Zélande.

## Géographie
Elle s’écoule vers l’ouest à partir de sa source au nord-ouest de la ville de Kaikohe, atteignant la rivière Waihou à ce niveau, où elle s’élargit pour devenir l’un des bras de  Hokianga Harbor.